# Esguromallis Paleólogo
Esguromallis Paleólogo (en griego: Σγουρομάλλης Παλαιολόγος; fl. 1460) fue un funcionario bizantino del siglo XV, perteneciente a la familia Esguro.
Fue el último señor bizantino de Karitena, y tras una breve resistencia, la entregó a los otomanos en el año 1460. Se desconoce cómo llegó a llevar el apellido de los Paleólogo siendo parte de la familia Esguro; probablemente fue por matrimonio, ya que en la misma época se mencionan otros individuos en el Despotado de Morea que llevaban ambos apellidos.

Cuando el amir se retiró con ellos, también recibió Karitena de manos de Esguromallis Paleólogo [...]
Jorge Esfrantzes (Crónica 40.11)